# Huragan Dean (2007)
Huragan Dean – cyklon tropikalny, czwarty sztorm z nazwą własną i pierwszy huragan na Atlantyku w 2007 roku.

## Historia
Uznany za sztorm tropikalny i nazwany 14 sierpnia o 15:00 UTC, po zwiększeniu prędkości wiatrów uznany za huragan 16 sierpnia o 9:00 UTC. 17 sierpnia przeszedł nad Małymi Antylami, powodując zniszczenia m.in. w południowej części Martyniki. 20 sierpnia przeszedł tuż na południe od Jamajki, gdzie jego wiatry o sile 4 w skali Saffira-Simpsona (232 km/h) spowodowały poważne zniszczenia. Następnie 21 sierpnia huragan uderzył na wschodnie wybrzeże Półwyspu Jukatan na pograniczu Meksyku i Belize jako huragan kategorii 5., a po przejściu nad nim i znacznym osłabieniu wiatrów, przeciął zachodnią część Zatoki Meksykańskiej i ponownie uderzył we wschodnie wybrzeże Meksyku jako huragan kategorii 2. Po przejściu nad ląd Dean gwałtownie osłabł do siły sztormu tropikalnego, a 23 sierpnia rozproszył się.
Łącznie huragan spowodował 44 ofiary śmiertelne (dane z 25 sierpnia).

## Ofiary
| Kraj              | Ofiary śmiertelne |
| ----------------- | ----------------- |
| Haiti             | 14                |
| Meksyk            | 13                |
| Dominikana        | 6                 |
| Jamajka           | 3                 |
| Martynika         | 3                 |
| Dominika          | 2                 |
| Nikaragua         | 1                 |
| Saint Lucia       | 1                 |
| Stany Zjednoczone | 1                 |
| Razem             | 44                |